# Episodi di Alice Nevers - Professione giudice (quarta stagione)
La quarta stagione della serie televisiva Alice Nevers - Professione giudice è composta da tre episodi di circa 90 minuti, trasmessi per la prima volta da TF1 dal 14 novembre 2005 al 18 aprile 2006.
In Italia la stagione è stata trasmessa su Rai 3 tra il 12 e il 19 agosto 2010, senza trasmettere il secondo episodio.
| nº | Titolo originale              | Titolo italiano     | Prima TV Francia | Prima TV Italia |
| -- | ----------------------------- | ------------------- | ---------------- | --------------- |
| 1  | La petite marchande de fleurs | Il profumo del male | 14 novembre 2005 | 19 agosto 2010  |
| 2  | La loi du marché              | Il caso Charvet     | 20 marzo 2006    |                 |
| 3  | Feu le soldat du feu          | Il soldato di fuoco | 18 aprile 2006   | 12 agosto 2010  |

## Il profumo del male
- Titolo originale: La petite marchande de flers
- Diretto da: Christian Bonnet
- Scritto da: Benoit Valere, Frank Calderon e Alain Patetta

### Trama
Un noto direttore di una società di profumi, viene trovato ucciso nel suo ufficio. Alice e Romance sospettano qualcuno della compagnia tra cui un suo collaboratore aveva avuto dei discorsi con quest'ultima e il direttore commerciale era in competizione con la vittima per la carica di direttore generale della compagnia.

## Il caso Charvet
- Titolo originale: La loi du marché
- Diretto da: Joyce Bunuel
- Scritto da: Laurent Vachaud e Matthias Gavarry

### Trama
Un ispettore sanitario del mercato di Rungis, viene trovato morto nel bagagliaio di un'auto incidentata il cui conducente é fuggito. Il direttore della sicurezza del mercato dice ad Alice e Romance che la vittima ha avuto un violento alterco con un giovane macellaio pochi giorni prima.

## Il soldato di fuoco
- Titolo originale: Feu le soldat du feu
- Diretto da: Christian Bonnet
- Scritto da: Jean-Marc Dobel

### Trama
Una giovane vigile del fuoco viene uccisa durante un intervento in un quartiere difficile, e i sospetti cadono su un pregiudicato che in passato ha già aggredito i vigili del fuoco. Ma Alice ricorre all'ipotesi della Caserma Saint-Marc, ritenendo che l'omicidio fosse premeditato. Il sergente e il comandante della caserma nonché capo del centro di soccorso, hanno entrambi un movente.